# Camptocarpus crassifolius
Camptocarpus crassifolius är en oleanderväxtart som beskrevs av Joseph Decaisne. Camptocarpus crassifolius ingår i släktet Camptocarpus och familjen oleanderväxter. Inga underarter finns listade i Catalogue of Life.